# آرامستان ارامنه سناجان
گورستان ارامنه سناجان مربوط به ۱۸۸۰ میلادی است و در شهرستان بروجن، شهر بلداجی، ۳۰۰ متری شرق روستای سناجان واقع شده و این اثر در تاریخ ۲۵ خرداد ۱۳۸۱ با شمارهٔ ثبت ۵۸۸۱ به‌عنوان یکی از آثار ملی ایران به ثبت رسیده است.